# ساندرین کیبرلن
ساندرین کیبرلن (فرانسوی: Sandrine Kiberlain‎؛ زادهٔ ۲۵ فوریهٔ ۱۹۶۸) هنرپیشه و خواننده اهل فرانسه است. وی از سال ۱۹۸۶ میلادی تاکنون مشغول فعالیت بوده‌است.
از فیلم‌هایی که وی در آن نقش داشته است، می‌توان به سیرانو دو برژراک، قهرمان خودساخته، آپارتمان، نمایی از عشق، نوامبر و پیر بومارشه اشاره کرد.